# 元慶官田
元慶官田（がんぎょうかんでん）とは、元慶3年（879年）に畿内5か国に設置された計4000町の官田。

## 概要
元慶3年12月4日（880年1月19日）、畿内における班田実施に際して民部卿中納言藤原冬緒の建策によって、班田制度の見直し（京戸の女子の口分田を停止して浮いた分を畿内の男子の口分田の班給に回す）とともに、大和国1200町、和泉国400石、その他3か国に各800町を班田には回さずに官田として、そこから得られる獲稲や地子を公用に充てることが提言されて勅許を得た（『三代実録』）。これは、従来律令制の下で置かれていた供御田などの官田とは異なるもので、当時中央財政悪化によって京官の給与の基本である月料や要劇料などにも事欠いて、地方の正税・不動穀を転用し続けた結果、地方財政の悪化まで深刻化したために、それに代わる財源を捻出するために考えられたと言われている。
元慶5年（881年）2月に出された太政官符はその経営方式を詳しく伝えている。まず、春に営料として町あたり120束を正税より支給し、秋には営料及び獲稲（町あたり上田は320束、中田は300束）を納めさせた。ただし、実際には官田の半分以上を公営田の例に倣った佃方式、残りを地子（請作）・価直（賃租）方式によって経営していた。官田は宮内省の監督下に置かれそれぞれの国司が経営の責任者となったが、実際の経営を担当する営田預人として、正長と惣監を設置し、正長には土人（地元民）・浪人（逃亡者）を問わず力田の輩を任じ、郷単位で設置される惣監には下級官人・舎人・近衛・兵衛・雑任などのうち地元に推挙された者を任じた。この官田から徴収される稲や地子は当時の租税水準からすれば負担が軽く、土豪や富農などのいわゆる「富豪層」にとっても有利な条件で朝廷主導の営田事業に参画させようとする意図があったと考えられている。
だが、同年11月には早くも1/3弱にあたる1235町2段余りが諸官司に要劇田などとして分配され、その後も分配が続いた（昌泰元年（898年）段階で2306町しか残っておらず、逆算すると1700町前後が分配されたとみられる）。また、公営田方式の衰退と共に官田も佃方式が行われなくなり、地子田として経営されるようになった。その後、荘園公領制の展開とともに残された官田も国衙領・官衙領に移行されたと考えられている。